# Finnische Männer-Handballnationalmannschaft

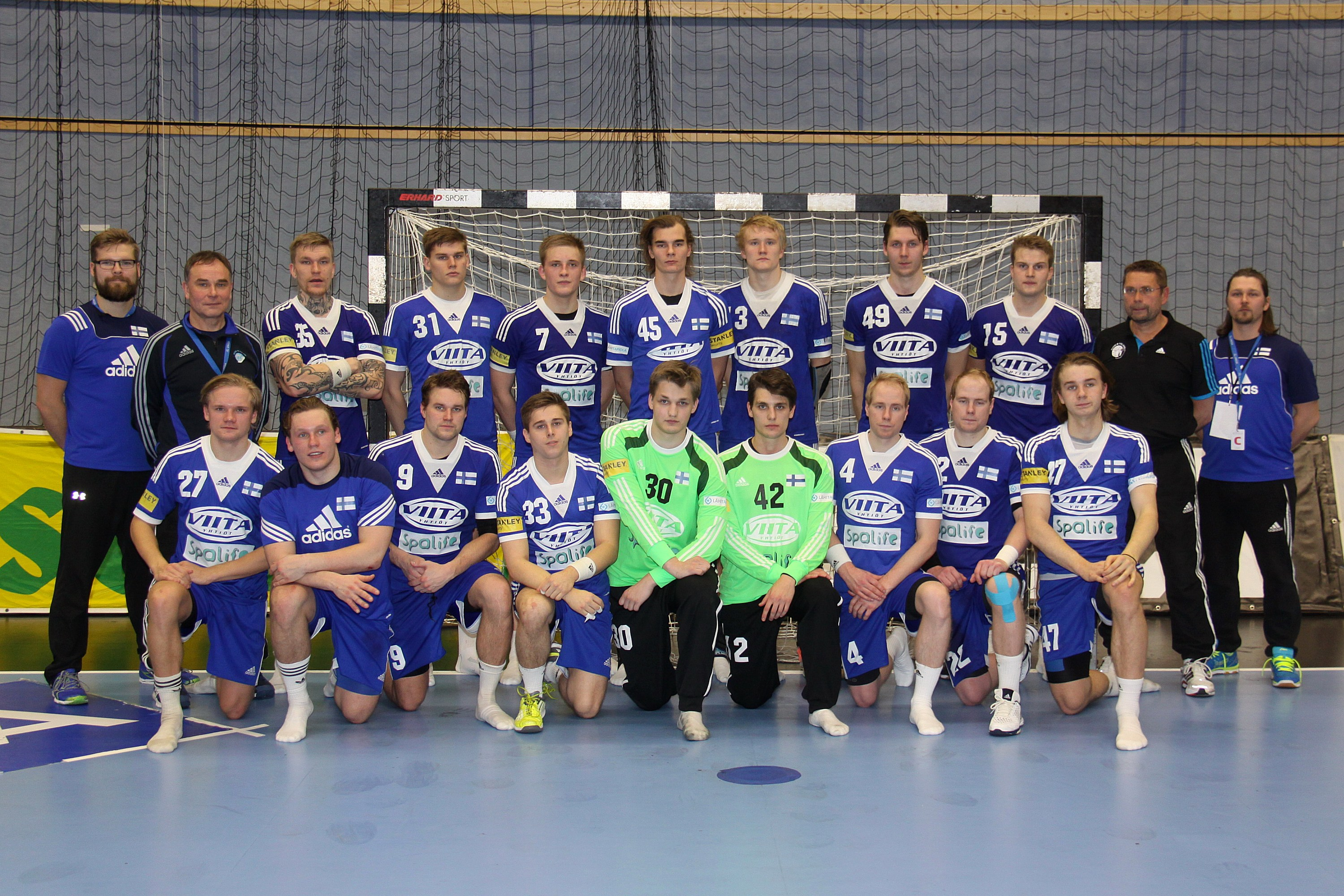
Die finnische Nationalmannschaft im Januar 2016.

Die finnische Männer-Handballnationalmannschaft vertritt Finnland bei internationalen Turnieren im Handball.
Rekordnationalspieler ist Björn Monnberg (* 1971) mit 135 Einsätzen.

## Teilnahme an Meisterschaften (Hallenhandball)
Finnland nahm bisher nur einmal, nämlich 1958, an einer Weltmeisterschaft teil. Beim WM-Turnier in der DDR spielte das finnische Team in der Vorrunde in Erfurt und konnte gegen Polen im ersten Spiel ein 14:14 erreichen. In den zwei weiteren Gruppenspielen gab es allerdings Niederlagen gegen Spanien (16:19) und Schweden (16:27). Finnland wurde Gruppenletzter, während sich die Schweden später den Titel sichern konnten.
Bei der EHF Challenge Trophy gewann die Mannschaft bei ihrer einzigen Teilnahme 2009 den Titel.

### Handball-Weltmeisterschaften
- Weltmeisterschaft 1958: Vorrunde

### Handball-Europameisterschaften
bisher keine Teilnahme

### Olympische Spiele
bisher keine Teilnahme

### EHF Challenge Trophy
- EHF Challenge Trophy 2009: 1. Platz (von 8 Mannschaften)

Kader: Tomi Kurppa, Ville Kangas, Jac Karlsson, Patrik Grönberg, Olli-Pekka Korpimäki, Teemu Hertola, Ville Viljanen, Thomas Lindström, Oscar Kihlstedt, Olof Stenius, Teemu Tamminen, Tommi Sillanpää, Andreas Rönnberg, Johan Skogberg, Niko Vornanen, Benny Broman, Joachim Broman, Casimir Stierncreutz, Max Knuts, Miro Koljonen, Anton Ushvalahti, Timmy Thor, Filip Lindahl, Fredrik Kvist, Tony Arvekari, Robin Mattsson, Nico Rönnberg, Anders Genberg, Rasmus Hallbäck. Trainer: Kaj Kekki (Vorrunde), Mikael Källman (Finale).

## Teilnahme an Meisterschaften (Feldhandball)
keine Teilnahme